# Opercularella denticulata
Opercularella denticulata är en nässeldjursart som först beskrevs av Clarke 1907.  Opercularella denticulata ingår i släktet Opercularella och familjen Campanulinidae. Inga underarter finns listade i Catalogue of Life.